# Lycoming ALF 502

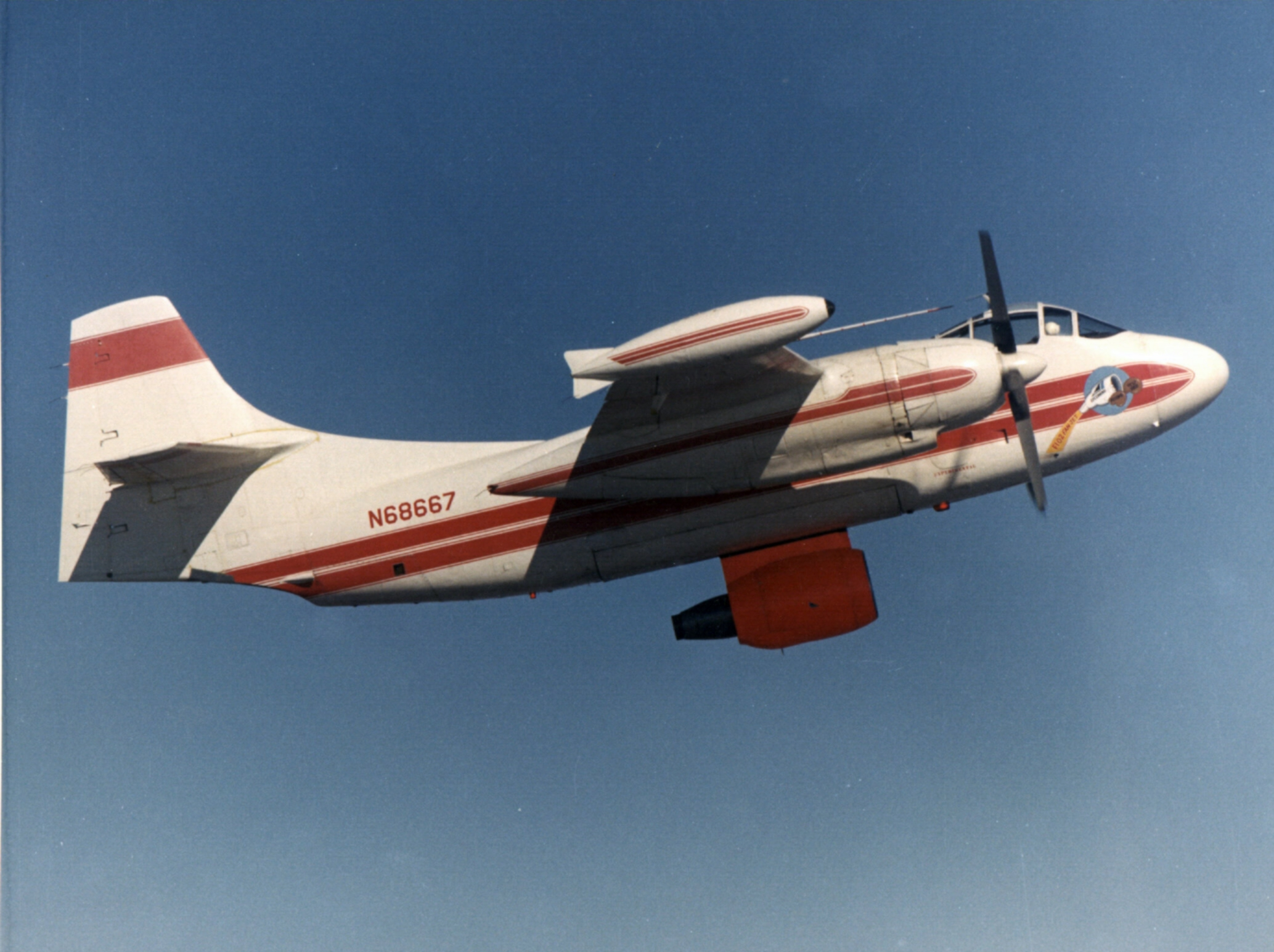
L'YF102-LD-100 fut testé sur un AJ Savage, au début des années 1970.

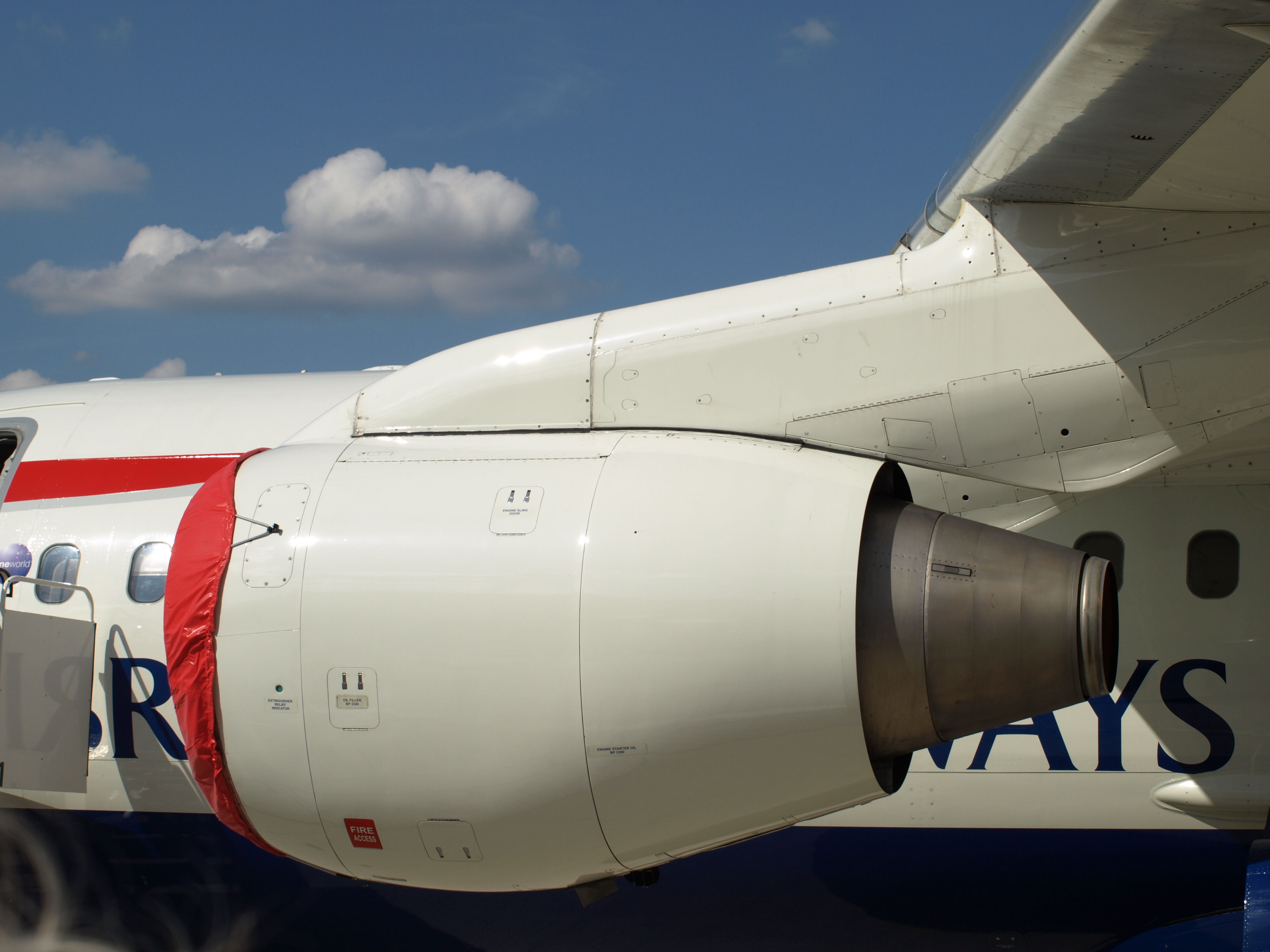
Honeywell ALF 502 sur un BAe 146.

Le Lycoming ALF 502 est une turbosoufflante à engrenages à fort taux de dilution, produite par la société américaine Lycoming Engines, suivie d'AlliedSignal, puis Honeywell Aerospace. Sous la désignation initiale, YF102, elle est développée par la division turbomoteurs de Lycoming Engines, à l'usine Avco de Stratford (Connecticut), par l'ajout d'une soufflante au turbomoteur T55.
Ce moteur a connu un certain succès commercial dans les années 1980, équipant les avions d'affaires Bombardier Challenger 600 et les avions de ligne court-courrier British Aerospace 146. Son successeur est le LF 507.

## Développement
Le T55 est un turbomoteur de la classe 5000 chevaux, il équipe certains des plus gros hélicoptères américains, comme le célèbre Boeing CH-47 Chinook. L'architecture du T55 est la suivante : l'air admis est comprimé par un compresseur axial à sept étages, puis par un compresseur centrifuge afin de nourrir une  chambre de combustion à flux inversé. Le gaz sortant de la chambre de combustion est détendu en deux étages, d'abord dans une turbine haute pression qui entraîne l'ensemble des compresseurs, ensuite dans une turbine basse pression qui fournit l'énergie utile (c'est-à-dire qu'elle entraîne le rotor de l'hélicoptère). Le moteur pèse environ 300 kg.
En 1970, l'US Air Force émet un appel d'offres pour avion d'appui aérien rapproché. Deux constructeurs sont sélectionnés pour construire des prototypes : Fairchild, dont le A-10 remporte le contrat en 1973 et Northrop. Alors que Faichild confie la motorisation de son avion à General Electric (avec le TF34), Northrop signe un contrat avec Lycoming pour fournir un moteur à son YA-9.
Ce moteur est développé sur la base du T55. Le turbomoteur existant est utilisé comme générateur de gaz (la partie du moteur qui agit pour que le cycle de combustion s'entretienne sans s'essouffler), tandis que l'arbre basse pression est relié à un réducteur planétaire qui divise la vitesse de rotation d'un facteur 2,3 pour entraîner une soufflante de 106 cm de diamètre. Le moteur est testé au banc pour la première fois en juin 1971, et il vole ensuite sur un North American A-2 Savage modifié. Deux versions, offrant 30 et 34 kN de poussée, sont développées en parallèle. Six de ces moteurs sont construits pour le YA-9.
Finalement, Fairchild remporte l'appel d'offre de l'USAF, mais Lycoming décide de continuer le développement du moteur, et de le proposer sur le marché civil. Dassault l'utilise sur son Falcon 30, qui n'est finalement pas produit en série. L'ALF 502 reçoit sa certification en 1980, et est utilisé sur les British Aerospace 146 et Bombardier Challenger 600. Sa version améliorée à puissance majorée LF 507 propulse l'Avro RJ, la mise à jour du BAe 146. Grâce à sa réduction mécanique, le moteur est particulièrement peu bruyant, c'est ce facteur qui a motivé son choix pour le BAe 146, un avion conçu pour desservir des aéroports proches des centres-villes, soumis à règles particulièrement strictes en matière de niveau sonore. British Aerospace avait compris que seule des turbosoufflantes à engrenages pouvaient rendre l'avion suffisamment silencieux, et aucun moteur de ce type plus puissant que l'ALF 502 n'était disponible, c'est pour cette raison que le BAe 146 est quadriréacteur, chose étonnante pour un avion civil de taille assez modeste.
En 1994, l'activité turbines de Lycoming, dont le programme ALF 502, est rachetée par AlliedSignal.

## Versions
- ALF502
- ALF502R
- ALF502R-3
- ALF502R-3A
- ALF502R-5
- ALF502R-6
- ALF502R-7
- ALF502L
- ALF502L-2
- ALF502L-2A
- ALF502L-3

## Applications
YF102
- Northrop YA-9
- C-8A Quiet Short-Haul Research Aircraft (QSRA)

ALF 502
- Bombardier Challenger 600
- British Aerospace 146